# Сердюк, Емельян Михайлович
Емельян Михайлович Сердюк — советский военно-морской деятель, лауреат Сталинской премии.

## Биография
Родился в 1902 году в селе Курманы.
С 1924 года — военнослужащий РККА.
Работник НИИ № 49.
За создание аппаратуры для подводных лодок был в составе коллектива удостоен Сталинской премии за выдающиеся изобретения и коренные усовершенствования методов производственной работы за 1942 год.
Умер в 1975 году. Похоронен на Богословском кладбище Санкт-Петербурга.

## Награды
Награждён орденом Ленина, четырьмя орденами Красного Знамени, орденом Отечественной войны I степени (06.03.1945), орденом Красной Звезды, орденом «Знак Почёта».
Сталинская премия III степени (10 апреля 1942) — за создание аппаратуры для подводных лодок